# Johnny Hazard
Pour les articles homonymes, voir Johnny.
Johnny Hazard est une série de comic strip américain d'aventure et d'action, créée par Frank Robbins pour le King Features Syndicate.
La série a été publiée du 5 juin 1944 à 1977.